# Loxophlebia chrysobasis
Loxophlebia chrysobasis là một loài bướm đêm thuộc phân họ Arctiinae, họ Erebidae.